# Фарел Вилијамс
Фарел Лансило Вилијамс (енгл. Pharrell Lanscilo Williams; 5. април 1973. Вирџинија Бич, САД) амерички је репер, певач, текстописац, музички и филмски продуцент. Заједно са Чедом Хугом чини продуцентски дуо The Neptunes. Главни је вокал и бубњар групе N*E*R*D. Први студијски соло албум In My Mind издао је 2006, други албум Girl издао је 2014, сингл са тог албум Happy био је велики хит и најпродаванија песма у 2014, са преко 13 милиона продатих јединица. Као део The Neptunes-а продуцирао је велики број хитова за разне извођаче. Освојио је 10 Гремија и два пута је био номинован за Оскара у категоријама за најбољу оригиналну песму (Happy за филм Грозан ја 2) и за најбољи филм (Hidden Figures, као продуцент).